# Voo Thai Airways International 311
O voo Thai Airways International 311 foi um voo do Aeroporto Internacional Don Mueang, Bangkok, Tailândia para o Aeroporto Internacional Tribhuvan, Katmandu, Nepal. Em uma sexta-feira, 31 de julho de 1992, um Airbus A310-304, com o registro HS-TID, caiu em direção a Katmandu. Às 07:00:26 UTC (12:45:26 NST; 14:00:26 ICT), a aeronave colidiu com uma montanha a 37 km a norte de Katmandu a uma altitude de 11 500 pés e a uma velocidade de 300 milhas náuticas por hora, matando todos os 99 passageiros e 14 membros da tripulação.

## Acidente
O voo 311 partiu de Bangkok às 10h30 (hora local). Ele estava programado para chegar em Katmandu às 12h55 (hora local). Depois de atravessar o espaço aéreo nepalês, os pilotos entraram em contato com o controle de tráfego aéreo e foram apuradas para uma abordagem de instrumento do sul chamada "Abordagem de Circulo Sierra VOR" para a pista 20. O controle nepalês de então não estava equipado com radar.
Pouco depois de relatar a posição Sierra fixada dez milhas ao sul do VOR de Katmandu, a aeronave chamou o controle pedindo um pouso em Calcutá, na Índia por causa de um "problema técnico". Antes do controle poder responder, o voo cancelou sua transmissão anterior. O voo foi então eliminado para uma abordagem direta da Sierra para a pista 02 e disse para informar que deixavam 9 500 pés (2 896 m). O capitão pediu várias vezes os ventos e a visibilidade no aeroporto, mas o controle simplesmente disse que a pista 02 estava disponível.

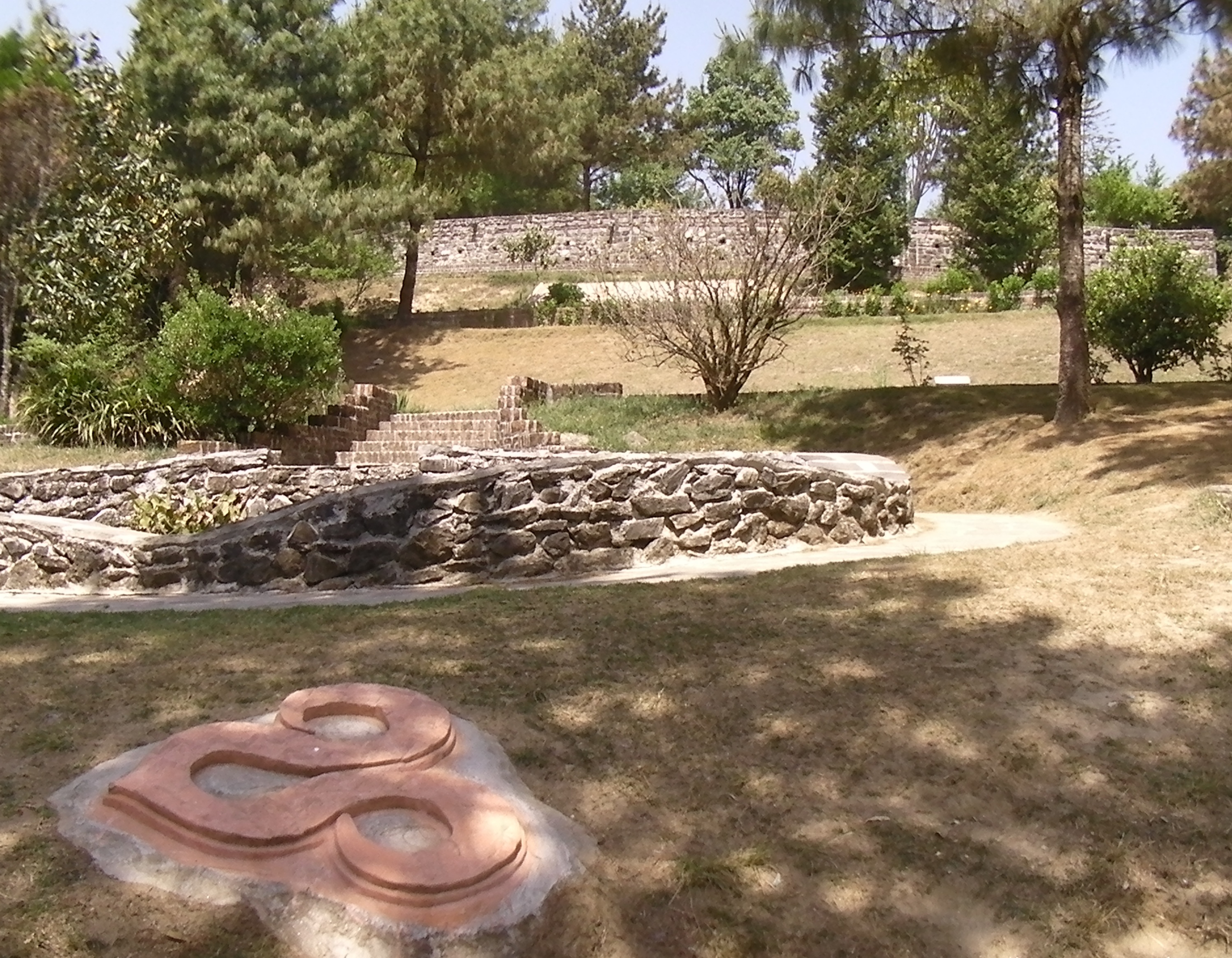
Memorial às vítimas do voo 311 em Kakani, Nepal

Uma série de comunicações frustrantes e enganosas (devido em parte aos problemas de linguagem e, em parte, à inexperiência do controlador de tráfego aéreo, que era estagiário com apenas nove meses de trabalho) se seguiu entre o controle de tráfego aéreo e os pilotos quanto à altitude e distância do voo 311 do aeroporto. O capitão pediu quatro vezes a permissão para virar à esquerda, mas depois de não receber uma resposta firme a seus pedidos, ele anunciou que estava virando à direita e subindo a aeronave para o nível de voo 200. O controlador que controla o voo 311 assumiu as transmissões do voo, aonde que a aeronave tinha cancelou a abordagem e estava virando para o sul, e ele limpou a aeronave para 11 500 pés (3 505 m), uma altitude que teria estado segura na área ao sul do aeroporto. O voo desceu de volta para 11 500 pés, passou por uma curva de 360 graus, passou pelo aeroporto para o norte e bateu em uma rocha íngreme em uma área remota do Parque Nacional Langtang a uma altitude de 11 500 pés.

## Investigação
Os investigadores da Autoridade de Aviação do Nepal, a Airbus Industrie e o Conselho de Segurança do Transporte do Canadá (que auxiliou com os detalhes técnicos) determinaram que a aeronave sofreu uma pequena falha no funcionamento dos flaps de arrasto internos logo após a aeronave ter atingido o relatório da Sierra. Preocupado com o fato de que a abordagem complexa em Katmandu nas condições do instrumento seria difícil com solapas defeituosas e frustrada pelo controle e as respostas inconclusivas e fracas de seu primeiro oficial para suas perguntas, o capitão decidiu desviar-se para Calcutá. As abas de repente começaram a funcionar corretamente, mas o capitão foi forçado a resolver mais aspectos da abordagem difícil, devido à falta de iniciativa de seu primeiro oficial. Somente depois de inúmeras trocas extremamente frustrantes com o controle, o capitão conseguiu obter informações meteorológicas adequadas para o aeroporto, mas naquela época ele havia transbordado Katmandu e a aeronave estava indo de encontro às altas montanhas do Himalaia.

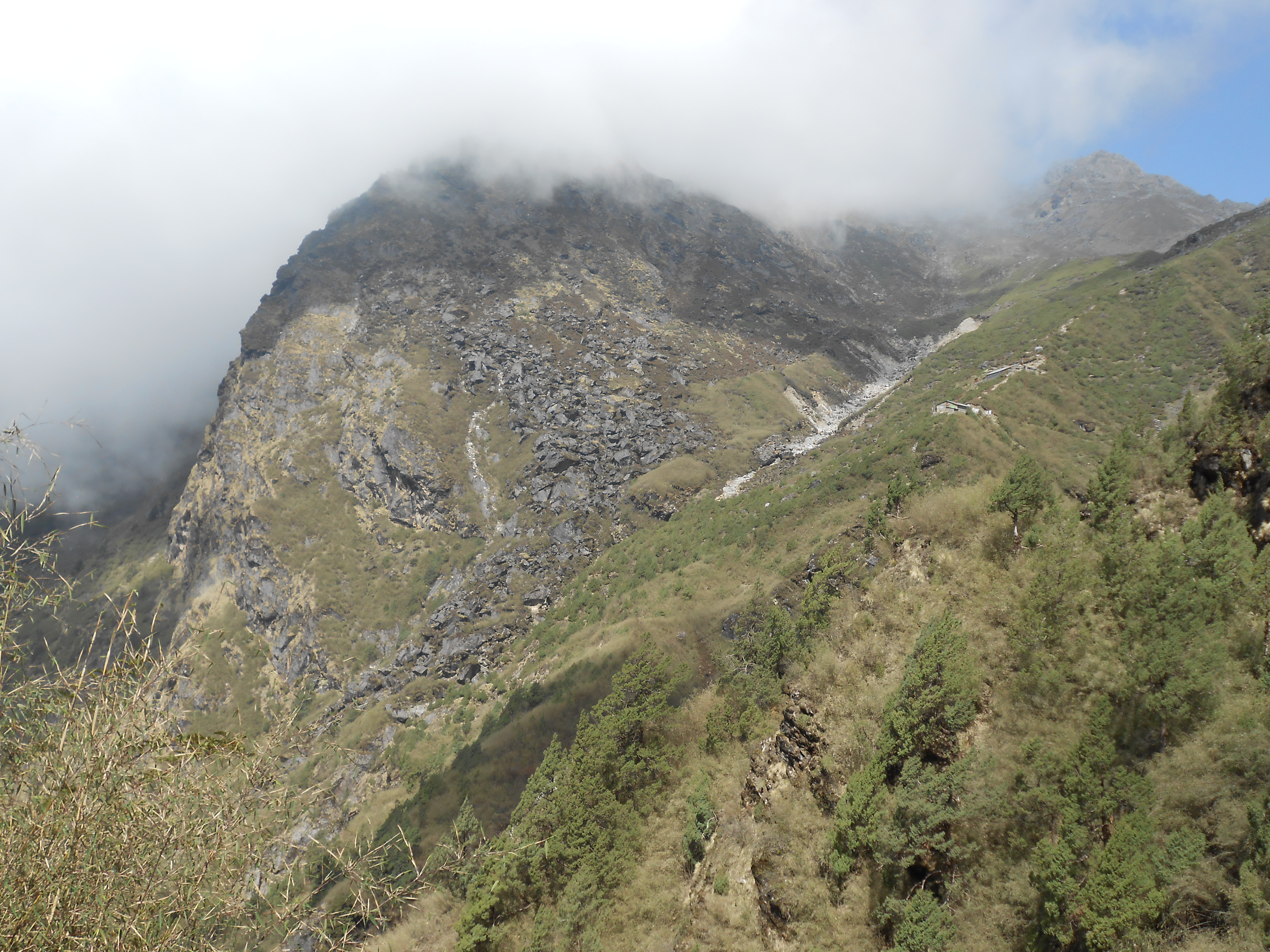
Local da queda do voo 311, entre Ghopte e Tharepati Pass, Nepal

As autoridades nepalesas descobriram que as causas prováveis do acidente foram diversas: a perda de consciência  do capitão e do controlador quanto à sua real localização; problemas técnicos e linguísticos, que fizeram com que o capitão experimentasse frustração e alta carga de trabalho; falta de iniciativa do primeiro oficial e respostas inconclusivas às perguntas do capitão; a inexperiência do controlador de trânsito aéreo, a má compreensão do inglês e a relutância em interferir com o que ele viu como questões de pilotagem, como a separação do terreno; má supervisão do controlador de tráfego aéreo inexperiente; a falha da Thai Airways International em fornecer treinamento de simulador para a complexa abordagem de Katmandu aos seus pilotos; e uso indevido do sistema de gerenciamento de voo da aeronave.

## Vítimas
| Nationality    | Passageiros | Tripulação | Total |
| -------------- | ----------- | ---------- | ----- |
| Tailândia      | 21          | 14         | 35    |
| Nepal          | 23          | 0          | 23    |
| Japão          | 17          | 0          | 17    |
| Estados Unidos | 11          | 0          | 11    |
| Bélgica        | 5           | 0          | 5     |
| Finlândia      | 5           | 0          | 5     |
| Alemanha       | 4           | 0          | 4     |
| Espanha        | 3           | 0          | 3     |
| Coreia do Sul  | 2           | 0          | 2     |
| Israel         | 2           | 0          | 2     |
| Reino Unido    | 2           | 0          | 2     |
| Canadá         | 2           | 0          | 2     |
| Nova Zelândia  | 1           | 0          | 1     |
| Austrália      | 1           | 0          | 1     |
| Total          | 99          | 14         | 113   |

Este acidente ocorreu apenas 59 dias antes do voo PIA 268 ter caído ao sul de Katmandu, matando 167. Os restos da aeronave ainda podem ser vistos no Parque Nacional de Langtang na viagem de Ghopte ao Tharepati Pass. O número do voo, desde que o acidente foi numerado novamente, passou a ser 319 para o voo de saída (Bangkok-Katmandu) e 320 para o voo de regresso a Bangkok.

## Dramatização
O acidente do voo Thai Airways International 311 é apresentado no décimo episódio na temporada 17 de Mayday (Air Crash Investigation). O episódio é intitulado "O avião perdido".